# Ceratoserolis trilobitoides
Ceratoserolis trilobitoides är en kräftdjursart som först beskrevs av Eights 1833.  Ceratoserolis trilobitoides ingår i släktet Ceratoserolis och familjen Serolidae. Inga underarter finns listade i Catalogue of Life.